# Charles de Nompère de Pierrefitte
Pour les autres membres de la famille, voir Famille de Nompère de Champagny.
Charles de Nompère de Pierrefitte, né le 27 juillet 1725 à Commelle (Loire) et mort à une date inconnue, est un noble et militaire français.

## Biographie
Il fut écuyer puis chevalier.
En 1759, il est grièvement blessé lors de la bataille de Minden. 
Il est nommé en 1768 premier page du dauphin Louis-Auguste.

### Carrière
- Prévôt général du Lyonnais, du Forez et du Beaujolais.
- Page du roi de France Louis XV en 1740[2].
- Lieutenant-colonel au régiment d'Artois cavalerie.

## Union et postérité
Charles de Nompère de Pierrefitte est le deuxième enfant de Jean-Baptiste de Nompère de Pierrefitte (baptisé le 12 avril 1693 à Roanne), seigneur de Champagny, écuyer, chevalier, capitaine au régiment de Bigorre et de Claudine (Claude Marie) Mathieu de Bachelard (née en 1705), fille de Claude Mathieu, sieur de Bachelard.
- Il épouse le 26 juillet 1755 à Roanne, Geneviève Dubost de Boisvert (née en 1722 - décédée le 13 septembre 1762 à Roanne), fille de Claude Dubost de Boisvert (1690-1754), seigneur de Boisvert, capitaine d'infanterie. Après la mort de sa femme, en 1762, il se remarie le 8 octobre 1765 à Saint-Léger-sur-Roanne, avec Louise-Nicole Terray (née le 18 août 1709 à Roanne - décédée après 1765), sœur de l'abbé Terray, le fameux contrôleur général des finances de Louis XVI. Il eut, de son premier mariage :
  - Jean-Baptiste de Nompère de Champagny (né le 4 août 1756 à Roanne - décédé le 3 juillet 1834 à Paris 10e), contre-amiral, homme politique français, diplomate, comte de Champagny (24 avril 1808), 1er duc de Cadore (15 août 1809), membre de la Chambre des pairs, marié le 22 janvier 1787 à Saint-Vincent-de-Boisset à Victoire Blandine Huë de Grosbois (née le 4 janvier 1770 à Roanne - décédée le 4 février 1821 à Paris 10e, inhumée au cimetière du Montparnasse (3e division, 315 P 1834)), fille d'Antoine Huë de Grosbois (1735-1771), seigneur de Grosbois, capitaine au corps royal d'artillerie :
    - Auteurs de la branche des ducs de Cadore ;

  - Louis Annet de Nompère de Champagny (né le 4 septembre 1757 à Roanne - décédé le 14 janvier 1827 à Paris), prêtre. Il fonda une maison d'éducation à Fontainebleau, puis sous le Premier Empire, il commande le dépôt de Cluny de 1806 à 1822 et fut nommé recteur de l'académie de Lyon le 3 février 1809. Proviseur du lycée de Lyon du 3 février 1810 à 1815.

## Titre
- Seigneur de Champagny.

## Distinction
- Chevalier de l'Ordre royal et militaire de Saint-Louis (1762).